# Edmure Tully
Edmure Tully, szereplő George R. R. Martin amerikai író A tűz és jég dala című fantasy regénysorozatában, illetve annak televíziós adaptációjában, a Trónok harcában. Az HBO Trónok harca című televíziós sorozatában Edmure-t Tobias Menzies alakítja

## Karakterleírás
Edmure-nak gesztenyebarna haja és mélykék szemei voltak, mint a legtöbb Tully-nak. Testalkata zömök és arcát tüzes szakáll borította. Egy fejjel magasabb volt, mint nővére Catelyn Stark, de nem magasabb, mint Lord Tytos Blackwood, Hollófa ura.
Szereti a fiatal mosolygós és csinos lányokat, de komor volt és dacos, ha megbántották.  Catelyn szerint Edmure nem szereti az énekeseket, mert egyszer egy dalnok lefeküdt egy lánnyal, akit a bátyja szeretett, és azóta gyűlöli a fajtájukat. Héthúr Tom szerint volt egy lány, aki hajlandó lett volna férfit csinálni Edmure-ból, de túl sokat ivott és képtelen volt rá, ezért írt egy dalt, gúnyost dalt egy halról. Közeli barátai Marq Piper, Lymond Goodbrook, Patrek Mallister és az ifjú Vance.
Fényes páncélt viselt a csatákban, víz- és iszapszínű palásttal. Sisakját és pajzsát ezüstös pisztráng díszítette és kardot forgatott. Kék és vörös köpönyeget viselt ezüst hallal hímzett tunikája fölött és a mellrészét ugró pisztráng díszítette. 

## Története a könyvekben
Edmure a könyvekben nem nézőpontkarakter, cselekedeteivel az olvasók csak más szereplők (például Catelyn Stark) megfigyelésein keresztül találkozhatnak.

### Háttértörténet
Edmure Lord Hoster Tully és Lady Minisa Whent harmadik gyermekeként és egyetlen élő fiaként született. Edmure édesanyja belehalt a szülésbe, amikor egy második fiút próbált megszülni.
Fiatalon Zúgóban, az istenerdőben leesett egy szilfáról és eltörte a karját. Tytos Blackwood és Jonos Bracken felkeresték Lord Hostert, hogy elé tárják a viszályukat. A Lordok megbeszélése idején nővéreivel és Petyrrel bort ittak. Edmure ragasztotta Petyrre a Kisujj becenevet, mivel családja szerény birtokai az Ujjak legkisebb félszigetén terültek el, valamint fiatalon Petyr is vékony és alacsony volt a korához képest. Brandon Stark fegyverhordozója volt, amikor Petyr párbajra hívta Deres örökösét. Catelyn könyörgött jegyesének, hogy ne ölje meg a fiút. Brandon elengedte egy sebhellyel. Edmure meglátogatta a toronyban, ahol sebesülten feküdt, de Petyr elküldte.
Hoster visszautasította Lord Walder Frey házassági ajánlatát, miszerint Edmure feleségül vegye az egyik lányát. Arianne Martell hercegnő el akarta fogadni Hoster Tully meghívását, hogy menjen Zúgóba és találkozzon örökösével, de Doran herceg visszautasította a meghívást, egy titokban kötött házassági paktum miatt.

#### Trónok harca

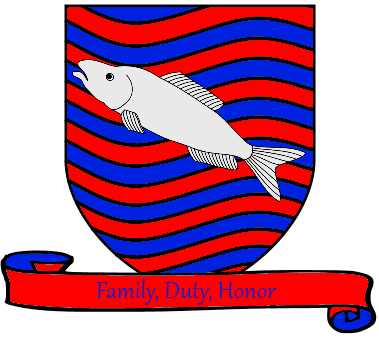
A Tully-ház címere

Lord Hoster Tully ágyhoz volt kötve betegség miatt, ezért Edmure átvette a Tully sereg vezetését. Megtiltotta, hogy bárki levelet küldjön ki apja állapotáról, nem akarta, hogy az ellenségei megtudják, hogy haldoklik.
Edmure amikor megtudta, hogy Jaime Lannister sereget gyűjt Kaszter-hegyen, akkor megparancsolta Lord Vance-nek és Lord Pipernek, hogy őrizzék az Aranyfog alatti hágót. Ser Gregor Clegane fosztogatni és gyújtogatni kezdett a Folyóvidék határán, ezért kis csapatokban szórta szét az embereit a határ mentén, hogy megakadályozza a portyákat. Több zászlóhordozójának üzent, köztük a Freyeknek, akik késve válaszoltak. Edmure rajta akart ütni a Lannister seregen Nyugaton, de Lord Hoster azonban azt parancsolta, hogy előbb kérjék I. Robert Baratheon király jóváhagyását. Eddard Stark a Király segítője, felszólította Lord Beric Dondarriont, Myri Thorost, Ser Gladden Wylde-t és Lord Lothar Mallery-t, hogy Lord Beric parancsnoksága és a király zászlaja alatt fogják el Ser Gregort.
Robert Baratheon halálát követően Joffrey Baratheon lett a király és felszólította Edmure-t, hogy menjen Királyvárba és fogadj hűséget. Lord Tywin Lannister és bátyja, Ser Kevan legyőzte a Tully csapatokat a határmentén. Gregor Clegane pedig a Komédiás Gázlónál lepte meg Lord Beric csapatát és győzte le. Jaime Lannister pedig szétverte Lord Vance-et és Lord Pipert az Aranyfognál és megütközött a Tullyk összevont erejével Zúgó falai alatt és Edmure-t számos lovagjával és zászlóvivőjével együtt elfogták.
Robb Stark és az északiak délre vonultak a Freyekkel, Mallisterekkel és más kisebb házzakal. Jaime Lannister legyőzték és elfogták a Suttogó Erdőben. Tytos Blackwood pedig kiszabadította Edmure-t. Az egyik csatában megsebesült a nyakán. A Folyóvidéken tartott haditanács során az északi és folyami urak kikiáltották Robb Starkot Észak Királyának.

#### Királyok csatája
Edmure úgy gondolta, hogy a vörös üstökös Zúgó győzelmének jele. Robb, Edmure unszolására engedélyezte a folyóvidék urainak, hogy távozzanak a koronázás után, mert meg akarták védeni a földjeiket. Robb király nyugatra vonult az északi sereggel és megbízta, hogy tartsa Zúgót, és védje a hátát. Roose Bolton a keresztútnál állomásozott és Edmure megparancsolta Helman Tallhartnak, hogy csatlakozzon hozzá és foglalják vissza Harrenhalt. Úgy gondolta, hogy ha Lord Tywin elveszti Harrenhalt, akkor nem lesz hova visszavonulnia és beszorul Zúgó és Harrenhal közé, így amikor a király visszatér nyugatról, akkor leszámolhatnak vele. Tyrion Lannister négy hamis küldöttet is küldött Ser Cleos Frey csapatával, akik Királyvárból Zúgóba tartottak Ned Stark csontjaival. Sziklazúzón tartózkodott, amikor a hamis küldöttek megérkeztek a várba, hogy kiszabadítsák Ser Jaime Lannistert. A komédiás Edmure hangját utánozva parancsolta meg, hogy nyissák ki a Folyókaput. A terv kudarcba fulladt, amikor Hosszú Lew meglátta Edmure hajóját, és felismert, majd elfogták őket és felakasztották őket néhány Lannister katonával együtt. Jaime-t egy sötét cellába zárták, míg a Ser Cleost a Királyölő régi toronycellájába vitték.
A gázlók csatáját követően Edmure elindult a Vörös Ág felé, hogy megakadályozza Lord Tywin seregének az átkelését, majd Kőmalomnál visszaverte Ser Gregor Clegane csapatait. Átjutottak a nyugati partra, de Edmure rájuk küldte tartalék katonáit és szétverték a Clegane sereget. Ezt követően megünnepelték Edmure és Robb Ökörgázlónál aratott győzelmeiket.

### Kardok vihara
Amíg Edmure távol van a Folyóvidéktől, addig nővére kiszabadítja Ser Jaime Lannistert, és visszaküldi Tarthi Brienne és Ser Cleos Frey társaságában Királyvárba, abban a reményben, hogy Tyrion Lannister cserébe kiszabadítja Catelyn lányait, Sansát és Arya Starkot. Edmure, Ser Desmondot nevezte ki Zúgó várnagyának, amíg távol van. Lord Hostert szobájába zárta, amíg fivére vissza nem tér. Edmure visszatér és a hír hallatán ezer aranysárkány jutalmat ígért annak aki elfogja és visszaviszi neki. Rímes Rymund a dalnok a Kőmalom melletti csatáról dalt írt.
Robb Stark, a Három Folyó Királya visszatért nyugatról. A Nagy Csarnokban Edmure a népes emelvény alatt állt és szerényen lehajtott fejjel fogadta Robb dicsérő szavait a Kőmalomnál aratott győzelméért. Ezután Brynden Tully a fogadóterem  leszidta Edmure-t, amiért keresztül húzta Robb tervét. Szerintük azzal, hogy Edmure megállította Lord Tywint a Vörös Ágon meghiúsította Robb terveit. A Király azt akarta, hogy Lord Tywin nyugatra menjen és csapdába csalják, de Edmure-t nem avatta be a terveibe. Ezért a Keserűhídból érkező hírvivők elérték Lord Tywint a hírrel, miszerint Lord Stannis éppen Királyvárra készült támadni. Lord Tywin azonnal megfordította a seregét, egyesült Matthis Rowannal és Randyll Tarlyval a Feketevíz forrásvidéken, majd csatlakozott hozzájuk a Tyrell sereg és hátba támadták Stannist. Edmure felajánlotta, hogy a következő csatában ő vezeti az előcsapatot.
Lord Rickard Karstark meggyilkolta Willem Lannistert és Tion Freyt, Robb két foglyát, valamint a Folyóvidék néhány őrét, hogy megbosszulhassa fiai halálát. Edmure azt tanácsolja Robbnak, hogy tartsa Lord Rickardot túszként. A király ehelyett úgy dönt, hogy lefejezi Zugó Istenerdőjében.
Lord Hoster meghalt és követte őt, mint Zúgó Ura, de ez éktelen haragra gerjesztette Edmure-t. Apja csónakját nem sikerült három tüzes nyíllal sem eltalálnia, majd Ser Bryndennek elsőre sikerült.  Megsértődött amikor Walder Frey egy nyomorékot, Sánta Lothar Frey-t meg egy fatytyút, Folyami Walder küldött hozzá tárgyalni. Robb Jeyne Westerlinggel kötött esküvőjével felbontotta a Frey-házzal kötött szövetségét, de Edmure beleegyezik, hogy feleségül veszi Walder egyik lányát, Roslint, hogy jóvá tegye Robb házasságát.
A Bátor Bajtársak elfogják Jaime-et és a kardforgató kezét levágták, és elvitték Lord Roose Boltonhoz Harrenhalba. Ahelyett, hogy visszaküldené Jaime-t Edmure-hoz és Robbhoz, Roose Királyvárba küldi, remélve, hogy Lord Tywin Lannister nem fogja Roose-t hibáztatni Vargo Hoat tetteiért.
Az Ikrekhez vezető úton megtervezték a a Cailin-árok ostromát és féltestvérét, Havas Jont nevezte meg örökösének.
Edmure-t, Robbot, Catelyn-t és kíséretüket védte a vendégjog az Ikrekhez érve. Edmure azt hitte, Lord Walder felajánl neki egy szörnyszülöttet, kopasz és félszemű lányt, csak hogy bosszantsa őt és Robbot, de Roslin gyönyörűnek bizonyult. Figyelmes volt a menyasszonyával, de Roslin az esküvő előtt és az azt követő lakomán is többször sírt. Az ifjú párt elvitték, mivel a menyegző befejezéséhez ágyba vitel kell. Eközben Freyek és a Boltonok megtámadták a teremben maradó vendégeket és lemészárolták őket, ezt később a Vörös Násznak nevezték el. Edmure új apósa fogságába esett.
Joffrey I. Baratheon király halála után az új király, testvére, I. Tommen egy jogfosztási határozat állított ki Lord Edmure Tully és a nagybátyja, Ser Bynden Tully, a Fekete Hal ellen. Az irat amely megfosztja a Tullykat Zúgótól és minden hozzá tartozó birtoktól, és jövedelemmel együtt, amiért fellázadt törvényes királya ellen. Ser Emmon Freynek adta át ezen jogokat és területeket. Edmure másik testvérét, Lysa-t a Hold Ajtaján lökte le férje, Petyr Baelish.

### Varjak lakomája
Zúgót visszafoglalta néhány emberrel Brynden Tully a Freyektől. A várat Daven Lannister és a Frey-ek ostromolják sikertelenül. Az ostromló tábor felett egy bitófát állíttatott fel Ryman Frey, és azzal fenyegetőznek minden nap, hogy Edmure Tully-t felakasztják, ám a Fekete Hal hajthatatlan. Az ostrom addig tart, amíg Ser Jaime Lannister meg nem érkezik, hogy átvegye a parancsnokságot. Ser Perwyn Frey elmondta Ser Daven Lannisternek, hogy Roslin szereti Edmure-t, és a gyermekét várja. Jaime tárgyalni hívja Brynden Tully-t, aki minden ajánlatát elutasítja, köztük a Westerlingekért Edmure-t. Ser Emmon Frey erre reagálva azonnal fel akarja akasztani.
Jaime utasítja a Frey-eket, hogy küldjék el neki az Ikrekben lévő foglyokat és visszaküldi Ryman Frey-t szajhakirálynőjével együtt, ám az úton törvényenkívüliek elfogják és felakasztják őket. Jaime elengedi Edmure-t, visszaküldi Zúgóba, hogy feladja a várat. Felajánlja, hogy senkinek nem kell meghalnia. Embrei békében távozhatnak, vagy akár maradhatnak is, hogy szolgálják Emmon nagyurat. Ser Bryndennek engedélyezi, hogy felöltse a feketét, a helyőrség többi tagjával együtt, akik csatlakozni akarnak hozzá.  Akár Edmure is, ha a Fal megfelel számára, vagy elmehet Kaszter-hegyre a foglyaként, de ha elutasítja, akkor egykori zászlóhordozói alkotják a támadás első hullámát és mind megfog halni. A vár elesését követően odabent mindenkit kardélre hánynak. Születendő gyermekét katapulttal küldi hozzá.
Edmure amint belépett a átadását parancsolta meg a védőknek. Jaime másnap reggel megtudja, hogy a zűrzavar során Edmure felhúzta a Vízikapu rostélyát, nem teljesen, csupán háromlábnyira. Annyira, hogy a víz alatt rés keletkezzen, de kívülről úgy tűnjön, mintha le lenne eresztve. A nagybátya sötétedés után átúszott a rács alatt. Edmure-t a többi tússzal Ser Forley Prester vezette kísérettel Kaszter-hegyre vitték.

### Sárkányok tánca
Hollófa ostrománál Jaime Lannister elmondja Tytos Blackwoodnak, hogy amikor Roslin megszülte Edmure gyermekét, akkor csatlakoznak hozzá Kaszter-hegyen.

## A szereplő családfája
Bővebben: Tully-ház

## A szereplő története a sorozatban
Az HBO televíziós sorozatában Edmure-t Tobias Menzies alakította. Története a könyvekben és a sorozatban többnyire megegyezik. Zúgó átadásakor a sorozatban a Feketehal meghalt, nem pedig elmenekült.

### Nyolcadik évad
Edmure szabadulását nem mutatta be a sorozat, de Tyrion perén részt vett, néhány héttel Daenerys Targaryen meggyilkolása után. Ismeretlen időpontba visszaszerezte családja birtokait, miután Arya megmérgezte a Frey-ház férfiait. Miközben Tyrion azt javasolja a Hét Királyság urainak, hogy válasszák ki az új királyt, Edmure saját magát javasolja, de Sansa tisztelettel, de szigorúan felszólítja, hogy üljön le. Felismerve, hogy csak hülyét csinált magából a többi főúr és hölgy előtt, visszavonul és leül a helyére. Samwell Tarly demokratikus választási tanácsát elutasította. Később beleegyezik, hogy Bran Stark legyen az új uralkodó.